# Obstrução de justiça
Obstrução de justiça no português é um ato ou efeito de obstruir de forma proposital a justiça.
O termo não existe no Código Penal e no Código de Processo Penal. O que existe, de jure, são os “Crimes contra a Administração da Justiça” (Art. 338 – Art. 359).“Jamais há crime sem tipificação. Obstruir a justiça é um fato, e tem que ver se ele se encaixa em algum crime previsto. Se não se encaixar, pode ser imoral, abjeto, mas crime não é”, afirmou André Kehdi, presidente do Instituto Brasileiro de Ciências Criminais (IBCCRIM).
Em agosto de 2013, foi editada a Lei nº 12.850/2013, que tipificou a obstrução. Nos termos da citada lei, é crime 
"Art. 2º Promover, constituir, financiar ou integrar, pessoalmente ou por interposta pessoa, organização criminosa:
Pena - reclusão, de 3 (três) a 8 (oito) anos, e multa, sem prejuízo das penas correspondentes às demais infrações penais praticadas.
§ 1º Nas mesmas penas incorre quem impede ou, de qualquer forma, embaraça a investigação de infração penal que envolva organização criminosa".
Portanto, o § 1º do art. 2º da Lei nº 12.850/2013 tipifica a obstrução de justiça no Brasil, embora se discuta a constitucionalidade desse crime, porque muito amplo.

## Casos de obstrução no Brasil
Em novembro de 2015, o então senador Delcídio do Amaral foi preso preventivamente pela Polícia Federal, com autorização de Teori Zavascki, após gravação de conversas por Bernardo Cerveró, filho de Nestor Cerveró. Os diálogos indicariam uma trama de fuga do ex-diretor da Petrobras do país e impedir sua delação premiada. O ministro Teori autorizou sua prisão pois, segundo ele, no despacho, além de crimes contra a “Administração de Justiça”, houve também “Organização criminosa” na conduta de Delcídio, o que é tipificado como crime. No pedido do procurador-geral da República, Rodrigo Janot, cita o art. 355, o qual é configurado crime de Patrocínio Infiel.